# المرحلة التناسلية

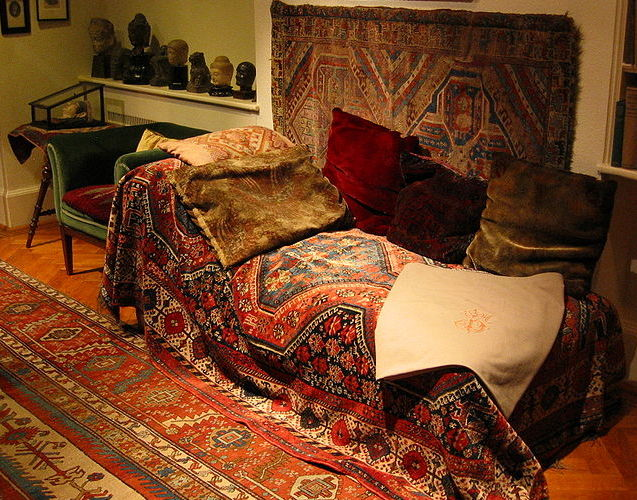

المرحلة التناسلية (بالإنجليزية: Genital stage)‏ في التحليل النفسي هو المصطلح الذي يستخدمه سيغموند فرويد لوصف المرحلة النهائية من النمو النفسي الجنسي في البشر. وفيها يطور الفرد اهتمامات جنسية قوية تجاه أشخاص خارج الأسرة.

## لدى فرويد والمفكرين المتأخرين
تمت إضافة المرحلة الجنسية إلى ثلاث مقالات في النظرية الجنسية (عام 1905) بواسطة سيجموند فرويد عام 1915. وهذه المراحل بالترتيب هي المرحلة الفمية، المرحلة الشرجية، المرحلة القضيبية والمرحلة الكامنة ثم المرحلة الجنسية. تبدأ هذه المرحلة حول سن البلوغ وتنتهي بالوفاة. طبقا لفرويد تعاود هذه المرحلة الظهور مع عقدة أوديب. تتشابه هذه المرحلة مع المرحلة القضيبية في كون الأعضاء التناسلية محور اهتمامها، وتختلف عنها في كون هذا الإهتمام واعيا.تظهر المرحلة الجنسية عندما تعود غريزتا الجنس والعنف إلى الظهور، حينها تمتد المتعة الجنسية خارج حدود الوالدين.